# Ralph Lee Eyman
Ralph Lee Eyman (auch Ralph L. Eyman,* 5. August 1885 in Golden, Adams County, Illinois, Vereinigte Staaten; † 28. April 1986 in den Vereinigten Staaten) war ein US-amerikanischer Erziehungswissenschaftler.

## Leben

### Familie und Ausbildung
Ralph Lee Eyman stammte aus dem im Bundesstaat Illinois gelegenen Dorf Golden. Er war der Sohn des Daniel F. Eyman (1853–1927) und der Sarah Emily Eyman, geborene Shank (1857–1924). Nach dem High-School-Abschluss studierte er in den Jahren 1908 bis 1910 am Western Illinois State Teachers College in Macomb. Ein daran anschließendes Studium der Agrarwissenschaften an der University of Illinois at Urbana-Champaign schloss er 1914 mit dem Grad eines Bachelor of Science in Agriculture ab. 1928 wurde er an der University of California, Berkeley zum Doctor of Education (EdD) promoviert.
Der  presbyterianisch getaufte Ralph Lee Eyman vermählte sich am 20. August 1914 mit der aus Normal gebürtigen Esther Allen Kern (1891–1961). Der Beziehung entstammten die Kinder David Russell, Ruth Louise (Mrs. William Clyatt), Mary Jeanne (Mrs. L. A. Smith) und Robert Lee. Nach dem Tod seiner ersten Frau heiratete er am 11. November 1961 Lenora Nott, verwitwete Brownlow (1889–1965). Ralph Lee Eyman verstarb im April 1986 im Alter von 100 Jahren. Seine letzte Ruhestätte fand er neben seiner ersten Frau auf dem Oakland Cemetery in Tallahassee.

### Beruflicher Werdegang
Ralph Lee Eyman unterrichtete in den Jahren 1904 bis 1907 an einer One-room school. 1910 wurde er zum Principal an der John Swaney Consolidated School in McNabb im Bundesstaat Illinois bestellt, 1912 schied er aus. Seit 1914 wirkte er als Professor of Chemistry and Physics am State Teachers College in Kent im Bundesstaat Ohio. 1920 wechselte er in der Funktion als Professor of Agriculture an die Illinois State Normal University nach Normal, 1920 trat er zurück. Im Anschluss war er bis 1926 als County Agricultural Agent in Jerseyville im Bundesstaat Illinois angestellt. 1928 folgte er einem Ruf als Professor of Education an die Florida State University nach Tallahassee, 1937 wurde er zum Dean des College of Education ernannt, 1956 wurde er in den Ruhestand verabschiedet. Darüber hinaus war Ralph Lee Eyman von 1951 bis 1953 als Berater für das Point-IV-Programm in Thailand tätig.
Der Freimaurer und überzeugte Anhänger der Demokraten Ralph Lee Eyman zählte zu den führenden Erziehungswissenschaftlern der Vereinigten Staaten seiner Zeit. Ralph Lee Eyman hatte Mitgliedschaften in den Akademischen Verbindungen Alpha Zeta, Kappa Delta Pi, Phi Delta Kappa, Phi Kappa Phi und Zeta Psi inne.

## Publikationen
- Differentiation in the function and training of rural and urban elementary school teachers. Thesis (Doctor of educ.)--University of California, May 1928, Berkeley, 1928
- Ralph Lee Eyman Papers. Archivmaterial : Englisch